# Antoine Dérizet

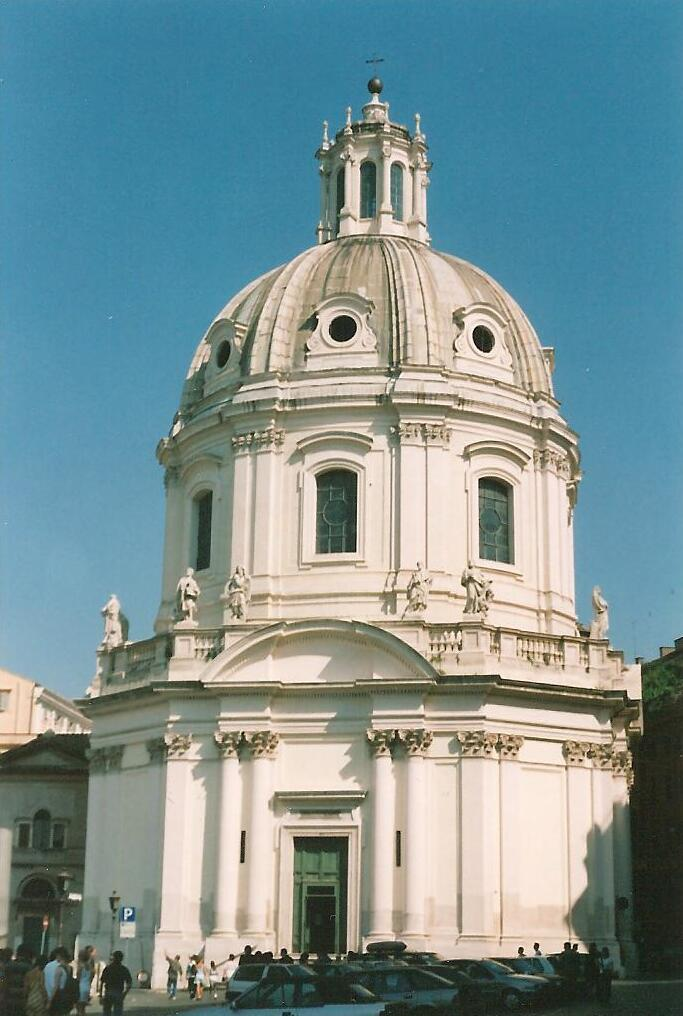
Santissimo Nome di Maria (1736–1741), Rom.

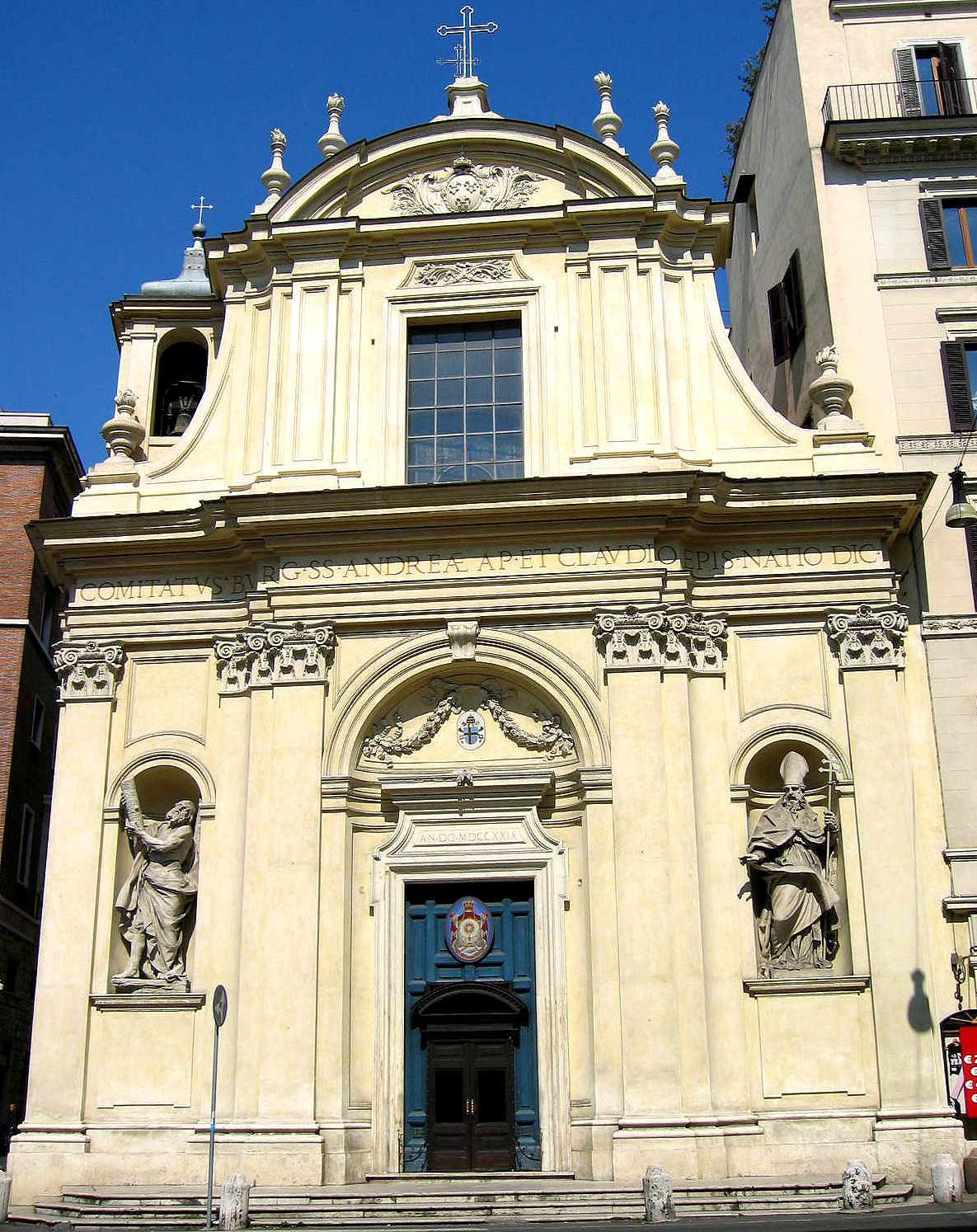
Santi Claudio e Andrea dei Borgognoni.

Antoine Dérizet, född 16 november 1697 i Lyon, Frankrike, död 6 oktober 1768 i Rom, Italien, var en fransk arkitekt, som var verksam i Rom från 1723.

## Santissimo Nome di Maria
Den liturgiska festen "Jungfru Marie heliga namn" introducerades av påve Innocentius XI efter de österrikiska arméernas seger över turkarna i slaget om Wien 1683. Vördnaden för Marie heliga namn ägde initialt rum i den lilla kyrkan Santo Stefano del Cacco, belägen några kvarter från Pantheon. Brödraskapet som ombesörjde vördnaden flyttade 1694 till kyrkan San Bernardo della Compagnia vid Trajanuskolonnen. Året därpå insåg man att denna kyrka var för liten, inköpte granntomten och uppdrog åt fransmannen Dérizet att rita en ny, större kyrka invigd åt den heliga jungfruns namn – Santissimo Nome di Maria. Den nya kyrkan konsekrerades 1741, och den äldre, invigd åt Bernhard av Clairvaux, revs 1748.

## Andra kyrkoprojekt
Omkring år 1729 byggdes kyrkan Santi Claudio e Andrea dei Borgognoni om efter ritningar av Dérizet.
Dérizet ledde mellan 1756 och 1764 utsmyckandet av interiören till San Luigi dei Francesi, som har en rik barockdräkt med polykrom marmor, stuck och förgyllningar.

## Bilder

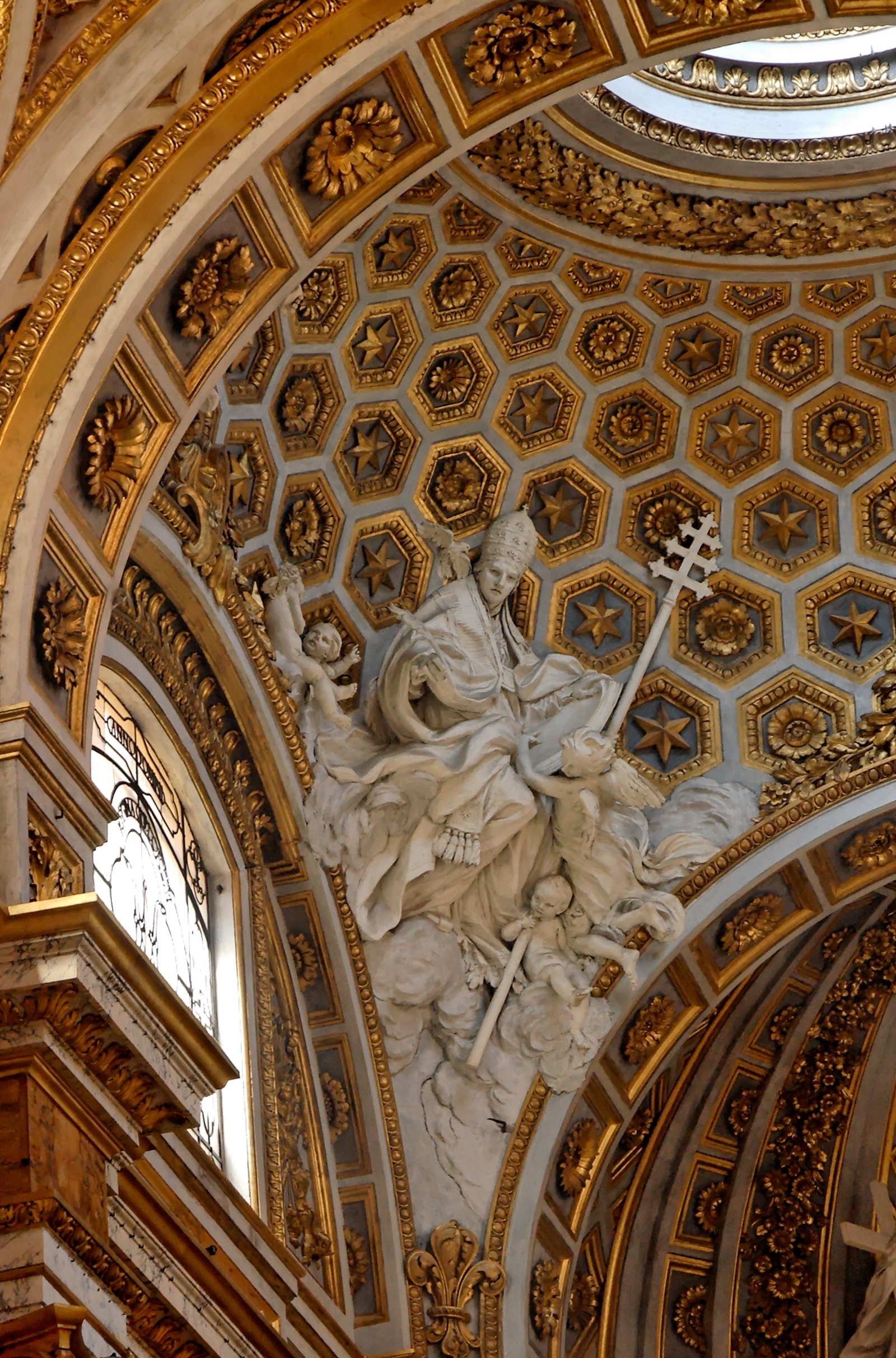
San Luigi dei Francesi – del av absidens kassetterade halvkupol med en skulptur föreställande Gregorius den store, utförd av Giovanni Battista Maini.